# Le Thillay
Le Thillay egy község Franciaországban. Lakosainak száma 4575 fő (2022. január 1.).

## Földrajza
Le Thillay Goussainville, Gonesse, Roissy-en-France és Vaudherland községekkel határos.